# Gunnar Ekelöf
Bengt Gunnar Ekelöf (15. september 1907, Stockholm – 16. marts 1968, Sigtuna) var en svensk forfatter, digter og translatør. Fra 1958 var han medlem af Svenska Akademien.
Ekelöf blev født ind i en velhavende familie, og dele af sin ungdom tilbragte han i London og Paris. Han debuterede med digtsamlingen sent på jorden 1932, påvirket af dadaisme og fransk surrealisme. Gennembruddet kom i 1941 med digtsamlingen Färjesång, hvori Ekelöf udvikler sit grundlag med orientaliske tankegange, hvormed han søgte at frigøre sig fra, hvad han opfattede som europæisk tænknings tvang til altid at vælge mellem to muligheder.
Respekten for Ekelöfs lyrik var stor og er vokset støt siden. Han var en af hovedskikkelserne i den svenske modernistiske lyrik, sammen med blandt andre Edith Södergran, og mange betragter ham som en af de vigtigste moderne forfatterne og kulturpersonligheder i Sverige. Ekelöf døde af strubekræft i 1968, 60 år gammel; hans aske blev spredt i floden Paktalos i Tyrkiet.

## Udvalgte priser og udmærkelser
- 1951 – Doblougprisen (sammen med Eyvind Johnson og Arnulf Øverland), De Nios Stora Pris
- 1953, 1961 og 1967 – Bellmanprisen
- 1957 – Litteraturfrämjandets store pris
- 1958 – Æresdoktor ved Uppsala Universitet
- 1966 – Nordisk Råds litteraturpris

## Udvalgt bibliografi

### På svensk
- sent på jorden, 1932 (digte)
- Dedikation, 1934 (digte)
- Sorgen och stjärnan, 1936 (digte)
- Köp den blindes sång, 1938 (digte)
- Färjesång, 1941 (digte)
- Promenader, 1941 (prosa)
- Non Serviam, 1945 (digte)
- Utflykter, 1947 (prosa)
- Om hösten, 1951 (digte)
- Strountes, 1955 (digte)
- Blandade kort, 1957 (prosa)
- Opus incertum, 1959 (digte)
- En Mölna-elegi, 1960 (digte)
- En natt i Otočac, 1961 (digte)
- Dīwān över Fursten av Emgión, 1965 (digte)
- Sagan om Fatumeh, 1966 (digte)
- Vägvisare till underjorden, 1967 (digte)

### Oversættelser til svensk
- Falskmyntarna af André Gide, 1932
- Fransk surrealism, 1933
- Hundra år modern fransk dikt, 1934
- Valfrändskaper, 1960
- Dikter i svensk tolkning af T.S. Eliot, 1965
- Lyrik och prosa af Arthur Rimbaud, 1972

### Danske udgivelser
- Lyngkvisten og andre prosastykker; på dansk ved Jens Lund Andersen (København: Hasselbalch, 1960)
- Tag og skriv: digte og notater; udvalgt og oversat af Karsten Sand Iversen og Jens Smærup Sørensen (Viborg: Arena, 1977)
- Fyrsten af Emgión: udvalgte digte; udvalgt og oversat af Karsten Sand Iversen (København: Gyldendal, 1996)
- Virkelighetsflugt: en outsiders veje; oversat af Karsten Sand Iversen (Aalborg: Anblik, 2010)
- Dīwān over fyrsten af Emgión; Eventyret om Fatumeh; Vejviser til underverdenen; fotografier af Jesper Rasmussen; på dansk ved Karsten Sand Iversen (København: Vandkunsten, 2014)
- sent på jorden - med Appendiks 1962 og En nat ved horisonten. På dansk ved Karsten Sand Iversen (København: Forlaget Virkelig, 2023) ISBN 978 87 93499 42 3